# 양산 통도사 응진전 영산회상도
양산 통도사 응진전 영산회상도(梁山 通度寺 應眞殿 靈山會上圖)는 대한민국 경상남도 양산시, 통도사 응진전에 있는 조선시대의 불화이다. 2014년 3월 20일 경상남도 유형문화재 제548호로 지정되었다.
양산 통도사 응진전 영산회상도는 화기에 ‘靈山會造成奉安于 通度寺應眞殿’임을 명시하고 있어 응진전에 봉안된 불화임을 알 수 있다. 제작은 1775년에 화승 定聰, 有誠, 定坦 등 7인이 관여한 작품이다. 정총과 유성은 경상도 지역의 대표적 불화승으로 화면은 안정된 구성과 채색으로는 진한 주색, 녹색과 황색을 많이 사용하고 부분적으로 청색과 옷깃 부분에 먹을 사용하였는데, 바탕과 구름문에 사용된 황색이 만들어내는 밝은 화면이 특징적이다.
본 작품은 조성연대가 확실하며, 18세기 응진전의 영산회상도 가운데 16나한을 전면에 내세워 배치한 형태는 유일한 작품으로 문화재적 가치가 뛰어나다.

## 같이 보기
- 통도사
- 양산 통도사 응진전

## 참고 자료
- 양산 통도사 응진전 영산회상도 - 국가유산청 국가유산포털